# James Rennell

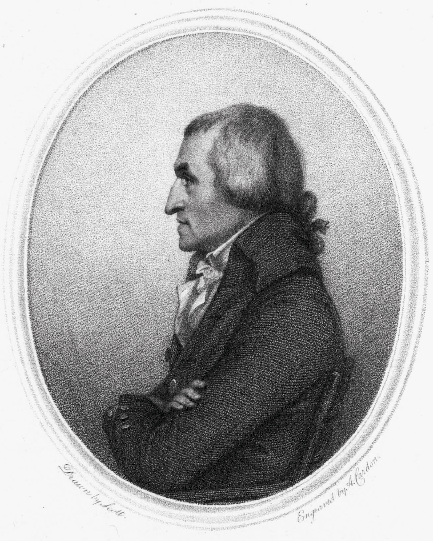
Porträt von James Rennell (1799)

Major James Rennell, Mitglied der Royal Society (F.R.S.), (* 3. Dezember 1742 nahe Chudleigh, Grafschaft Devon; † 29. März 1830 in London) war ein britischer Geograph, Historiker und Pionier der Ozeanographie.

## Biografie
James Rennell war der Sohn eines britischen Artillerie-Offiziers, der kurz nach der Geburt seines Sohnes im Kampf getötet wurde. Er trat 1756 zu Beginn des Siebenjährigen Krieges als Seekadett in die königlich-britische Marine ein und war 1758 an einem Angriff auf Cherbourg und der für die Briten katastrophal verlaufenen Schlacht bei Saint-Cast beteiligt. Nach dem Ende des Krieges 1763 sah er keine weitere Möglichkeit, in der Marine befördert zu werden und trat in den Dienst der Britischen Ostindien-Kompanie. Er wurde 1764 zum Vermesser der Besitzungen der Kompanie in Bengalen ernannt und erhielt den Rang eines Hauptmanns der Bengalischen Pioniere. Mit dieser Tätigkeit verbrachte er die folgenden 13 Jahre. 1766 wurde er in einem Gefecht mit Sannyasis (religiöse Fanatiker) durch einen Säbelhieb so schwer verwundet, dass die resultierende Verletzung nie mehr vollständig ausheilte. 1772 heiratete er seine Frau Jane Thackeray. Zum Major befördert, wurde er 1777 in den Ruhestand entlassen. Er erhielt eine jährliche Rente von 600 Pfund Sterling.

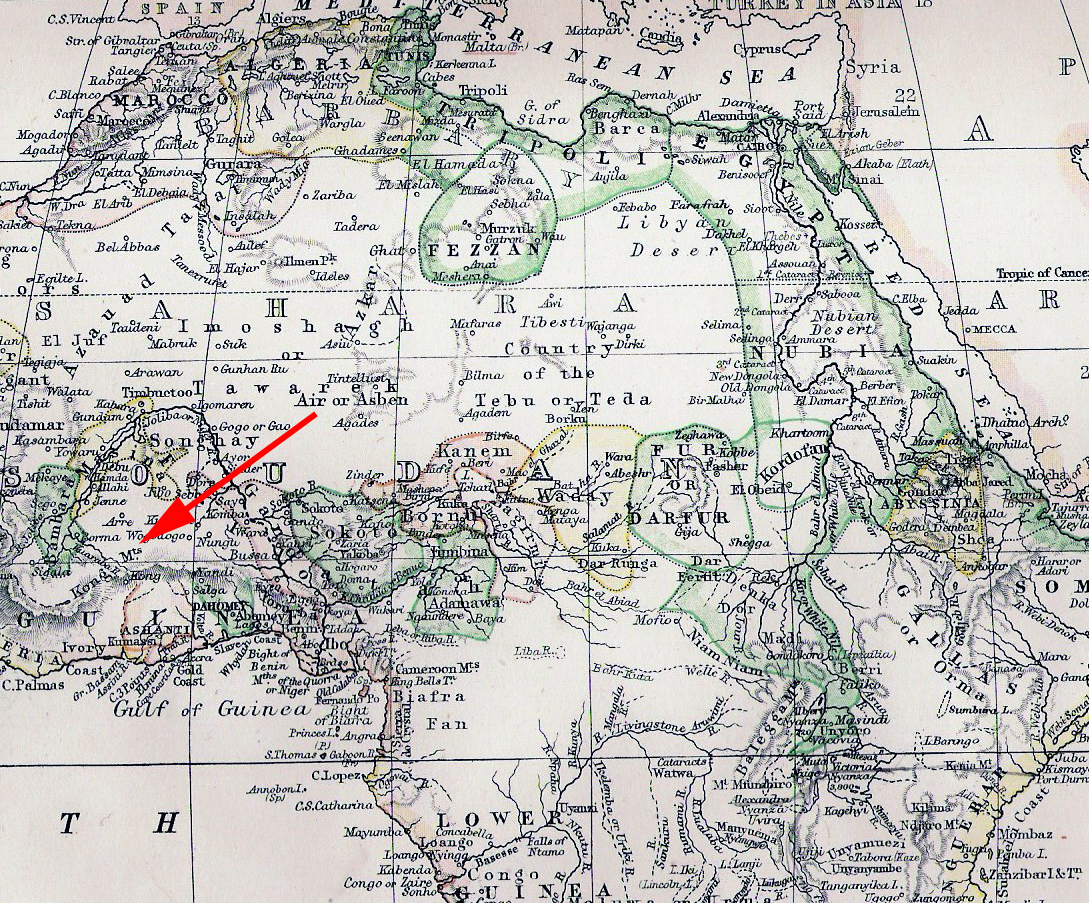
Die fiktiven Kong-Berge (Pfeil) auf einer Karte aus dem Jahr 1882

Die meiste Zeit der verbleibenden 53 Jahre seines Lebens verbrachte er in London. Sie waren geprägt von seiner wissenschaftlichen Arbeit, die seine bedeutendste Lebensleistung darstellt. Hauptquelle seiner Forschungen waren Unterlagen aus dem Ostindienhaus, der Zentrale der Britischen Ostindien-Kompanie.

## Leistungen

### Geographie und Geschichte
Seine bekanntesten Werke in Bezug auf Geographie und Geschichte waren:
- der Bengal Atlas (Atlas von Bengalen) von 1779
- die erste geographisch exakte Karte Indiens 1783
- das Buch On the geografical system of Herodotus (Über das geographische System Herodots) von 1800
- verschiedene Studien über die Geographie Nordafrikas, die auf den Entdeckungen Mungo Parks und Friedrich Konrad Hornemanns beruhten. Hierbei verfälschte er jedoch die von Park gelieferten geografischen Daten dahingehend, dass er ein Gebirgsmassiv mit der Bezeichnung Kong-Berge hinzufügte, die sich im westlichen Teil Afrikas in der Nähe des 10. Breitengrades befinden sollten. Der Grund für diese Erfindung war die Stützung seiner eigenen Theorie über den tatsächlichen Verlauf des Niger. Rennells Fälschung hielt sich bis in das 20. Jahrhundert.[1]
- die Comparative Geography of Western Asia (Vergleichende Geographie West-Asiens) postum veröffentlicht 1831

Weiterhin lieferte er Beiträge zur Archäologie, in denen er sich zum Beispiel mit dem genauen Standort der Stadt Babylon auseinandersetzte, oder versuchte, den Landeplatz von Julius Cäsar in Britannien zu bestimmen.

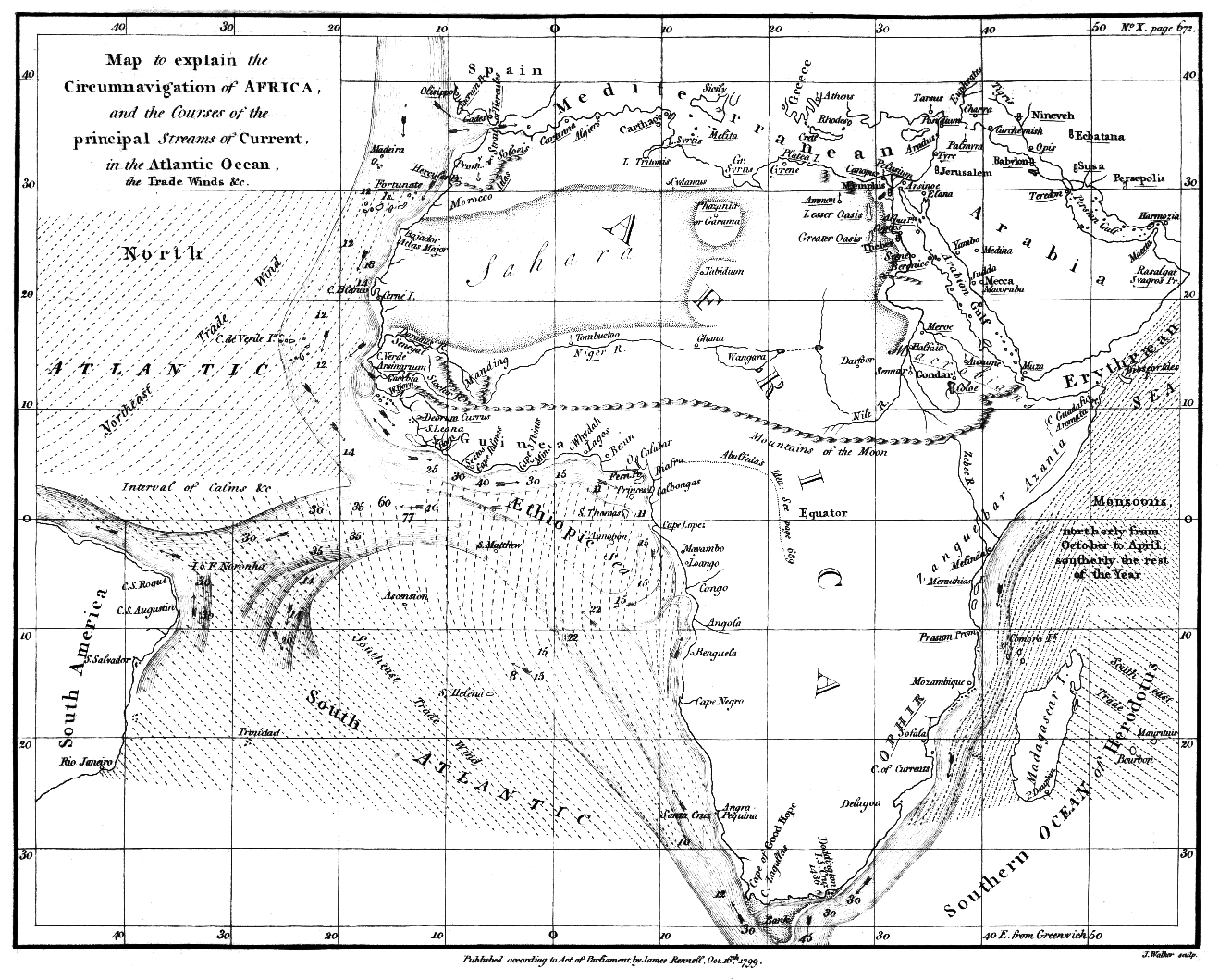
Rennells Karte der Meeresströmungen um Afrika (1799). Die Strömungen und Winde sind sehr exakt dargestellt, das innere Afrika dagegen fast völlig phantasiehaft. Die von Rennell erfundenen Kong-Berge sind (unbeschriftet) auch in dieser Karte als Teil der in West-Ost-Richtung über den ganzen Kontinent verlaufenden, bereits im Altertum erdachten, Mond-Berge zu sehen.

### Hydrographie und Ozeanographie
Rennells wichtigster wissenschaftlicher Beitrag sind jedoch seine hydrographischen Arbeiten, in denen er den Verlauf der Meeresströmungen und Winde des Atlantischen und des Indischen Ozeans untersuchte. Er begann sich für diese Themen zu interessieren, als er sich zusammen mit seiner Familie auf der Rückreise nach London befand, die mit elf Monaten sehr lang dauerte.
Während der Umrundung des Kaps der guten Hoffnung, die besonders viel Zeit in Anspruch nahm, kartierte er die Meeresströmungen, die heute als Agulhasstrom bekannt sind und veröffentlichte seine Ergebnisse in der Karte „Chart of the banks and currents at the Lagullas“ im Jahr 1778. Diese Karte ist eine der ersten wissenschaftlichen Arbeiten über Themen der Ozeanographie. Während der nächsten Jahrzehnte beschäftigte sich Rennel jedoch hauptsächlichen mit anderen wissenschaftlichen Themen, bis er nach dem Tod seiner Frau 1810, wieder damit begann, die ozeanischen Strömungen zu untersuchen. Mittels einer Unmenge an seemännischen Aufzeichnungen und Logbüchern gelang es ihm eine detaillierte Karte aller Meeresströmungen des Atlantischen Ozeans zu erstellen. Während seiner letzten Lebensjahre schrieb er dann an seinem wissenschaftlich bedeutendsten Werk „An investigation of the currents of the Atlantic Ocean“ (Die Strömungen des Atlantischen Ozeans), das schließlich posthum von seiner Tochter Jane im Jahr 1832 veröffentlicht wurde. Die Gewissenhaftigkeit, mit der seine Untersuchungen durchgeführt hatte, war so groß, dass seine Erkenntnisse erst im Jahr 1936 bedeutend verbessert werden konnten. Aufgrund dieser Leistungen wird er heute als ein Pionier der Ozeanographie angesehen.

## Auszeichnungen
Bereits 1781 wurde er zum Mitglied der Royal Society gewählt, die auch heute noch eine der wichtigsten wissenschaftlichen Institutionen in Großbritannien darstellt. Er wurde 1791 mit der goldenen Copley-Medaille und 1825 mit dem Literaturpreis der Royal Society ausgezeichnet. 1797 wurde er zum Fellow der Royal Society of Edinburgh gewählt. 1815 wurde er Ehrenmitglied der Russischen Akademie der Wissenschaften in Sankt Petersburg. Nach seinem Tod wurde er im Hauptschiff der Westminster Abbey bestattet. Aufgrund seiner teilweise unwissenschaftlichen Arbeitsmethoden geriet sein Werk später schnell in Vergessenheit, sodass James Rennell außerhalb Großbritanniens nahezu unbekannt blieb.

## Publikationen
- Charte von Ost-Indien : nach des Major J. Rennels General-Charte von 1782 / verjüngt gezeichnet von D.F. Sotzmann. Haude u. Spener, Berlin 1785 Digitalisierte Ausgabe der Universitäts- und Landesbibliothek Düsseldorf.
- Memoir of a Map of Hindoostan; or the Mogul Empire. Verlag W. Faden, London 1788, Digitalisat.
- The Geographical System of Herodotus. Verlag G. and W. Nicol, London 1800, Digitalisat.
- Observations on the Topography of the Plain of Troy. Verlag G. and W. Nicol, London, 1814, Digitalisat.
- Illustrations, (chiefly geographical,) of the History of the Expedition of Cyrus from Sardis to Babylonia, and the Retreat of the Ten Thousand Greeks from Thence to Trebisonde and Lydia. Verlag G. and W. Nicol, London, 1816, Digitalisat, Detailkarte 2 zum Buch (abgerufen am 26. Februar 2023), Detailkarte 3 zum Buch (abgerufen am 26. Februar 2023)
- Jane Rodd (Hrsg.): A Treatise on the Comparative Geography of Western Asia. Verlag J.G. and F.Rivington, London 1830, Digitalisat.
- Jane Rodd (Hrsg.): An investigation of the currents of the Atlantic Ocean. Verlag J.G. and F.Rivington, London 1832, Digitalisat.